# Mein Teil
«Mein Teil» —«mi parte» en idioma alemán— es el título del primer sencillo del álbum Reise, Reise (2004) de la banda alemana de música industrial Rammstein. La canción está inspirada en el caso de Armin Meiwes —"el caníbal de Rotemburgo"— y Bernd Jürgen Brandes. Meiwes publicó un anuncio en Internet bajo el pseudónimo de "Franky" en el que buscaba un hombre que estuviera dispuesto a dejarse mutilar y comer. Brandes, un ingeniero berlinés, contestó y en marzo de 2001 los dos hombres se dieron cita en la localidad de Rotenburg an der Fulda. Meiwes cortó y pasó por la sartén el pene de Brandes y se lo comieron juntos. Después, lo asesinó y congeló el cadáver para ir comiéndoselo poco a poco. Meiwes fue capturado, juzgado y condenado a ocho años de cárcel. Posteriormente se celebró un segundo juicio en el que se le cambió la condena por cadena perpetua.
Según Oliver Riedel, bajista de Rammstein, la canción surgió después de que uno de los miembros del grupo trajera a un ensayo un periódico con la noticia de canibalismo. Según Till Lindemann el caso es «tan depravado que resulta fascinante y simplemente tenía que haber una canción sobre ello». «Mein Teil» fue el centro de una considerable polémica en Alemania, que aupó el sencillo al segundo puesto de las listas germanas. La canción ha sido remezclada, entre otros, por el DJ estadounidense Arthur Baker y por los Pet Shop Boys.
Rammstein recibió una nominación en la categoría de "mejor actuación de música metal" en la 48.ª edición de los premios Grammy por «Mein Teil».

## Letra
La canción cuenta cómo se imaginan Rammstein el episodio de canibalismo. Escrita en primera persona, narra desde el punto de vista de la víctima la sensación de ofrecerse a ser devorado. El título, «Mein Teil» —«mi parte»—, hace referencia al órgano genital de la víctima. Comienza diciendo:
| Heute treff' ich einen Herrn,  | «Hoy he quedado con un señor»            |
| der hat mich zum Fressen gern. | «al que le gustaría comerme»             |
| Weiche Teile und auch harte    | «Las partes blandas y también las duras» |
| stehen auf der Speisekarte.    | «forman parte del menú»                  |

Durante el estribillo Rammstein aseguran: “denn du bist, was du isst und ihr wisst, was es ist” —en español: «porque tu eres lo que comes y sabes lo que es»—.

## Videoclip

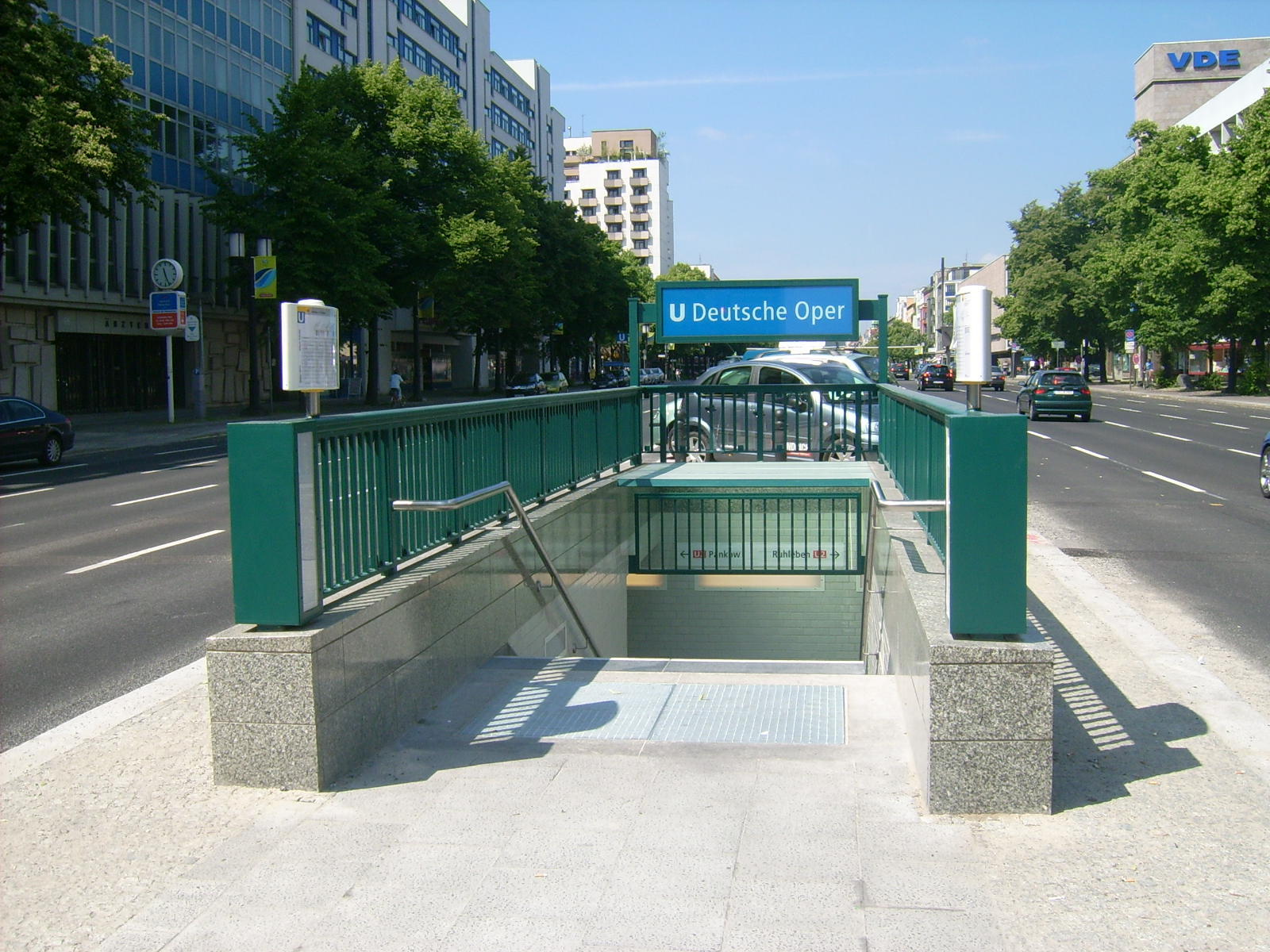
Boca de metro que aparece en el videoclip.

La MTV alemana se vio obligada a emitir el vídeo de «Mein Teil» en horario nocturno, más tarde de las 11 de la noche. El videoclip muestra una sucesión un tanto inconexa de escenas, entre las que cabe citar a Till Lindemann comiendo las alas de un ángel que le practica una felación y aproximadamente en el minuto 02:42 del video, se observa una rápida escena de fracciones de segundo donde Till está practicando una felación, Richard Kruspe peleando contra su clon, Paul Landers convulsionando de forma violenta y vagando de forma errática, Oliver Riedel arrastrándose por el suelo sufriendo dolorosos espasmos, Christian Lorenz haciendo un baile extraño usando un vestido de ballet y Christoph Schneider travestido de mujer (lo cual se piensa hace referencia a la madre de Armin Meiwes) observando lo que ocurre alrededor y que al final se muestra paseando a sus compañeros con correas de perro en la salida de la estación del metro de Berlín Deutsche Oper.

## Directo
«Mein Teil» fue tocada en directo por primera vez en octubre de 2004. Cuando comienza la canción, Till Lindemann aparece en escena arrastrando una olla gigante, vestido con un traje de cocinero manchado de sangre y blandiendo un gran cuchillo de carnicero sujeto a su micrófono. Del interior de la olla asoma el torso del teclista Christian Lorenz, desde donde toca su instrumento durante la canción. A partir del segundo estribillo, Lindemann dispara con un lanzallamas hacia la base de la olla, "cociendo" a Lorenz. Hacia el final de "Mein Teil", Lorenz escapa de la olla y huye por todo el escenario del cuchillo de Lindemann, mientras salen humo y llamas de varios artefactos pirotécnicos instalados en sus extremidades, simulando que se está incendiando. La canción suele durar unos 6 o 7 minutos en directo y es una constante en todos los conciertos de la gira "Reise, Reise".

## Lista de canciones
1. «Mein Teil» (Versión sencillo) - 4:23
2. «Mein Teil» ('You are what you eat' Edit, Remix por Pet Shop Boys) - 4:07
3. «Mein Teil» ('The Return to New York Buffet' mix, Remix por Arthur Baker) - 7:22
4. «Mein Teil» ('There are no Guitars on this' mix, Remix por Pet Shop Boys) - 7:02

## Posición en las listas
| Lista (2004)           | Posición |
| ---------------------- | -------- |
| Austrian Singles Chart | 6        |
| Danish Singles Chart   | 6        |
| Finnish Singles Chart  | 2        |
| French Singles Chart   | 28       |
| German Singles Chart   | 2        |
| Swedish Singles Chart  | 8        |
| Swiss Singles Chart    | 11       |
| UK Rock Chart          | 1        |
| UK Singles Chart       | 61       |